# Gemeentehuis van Uithuizermeeden

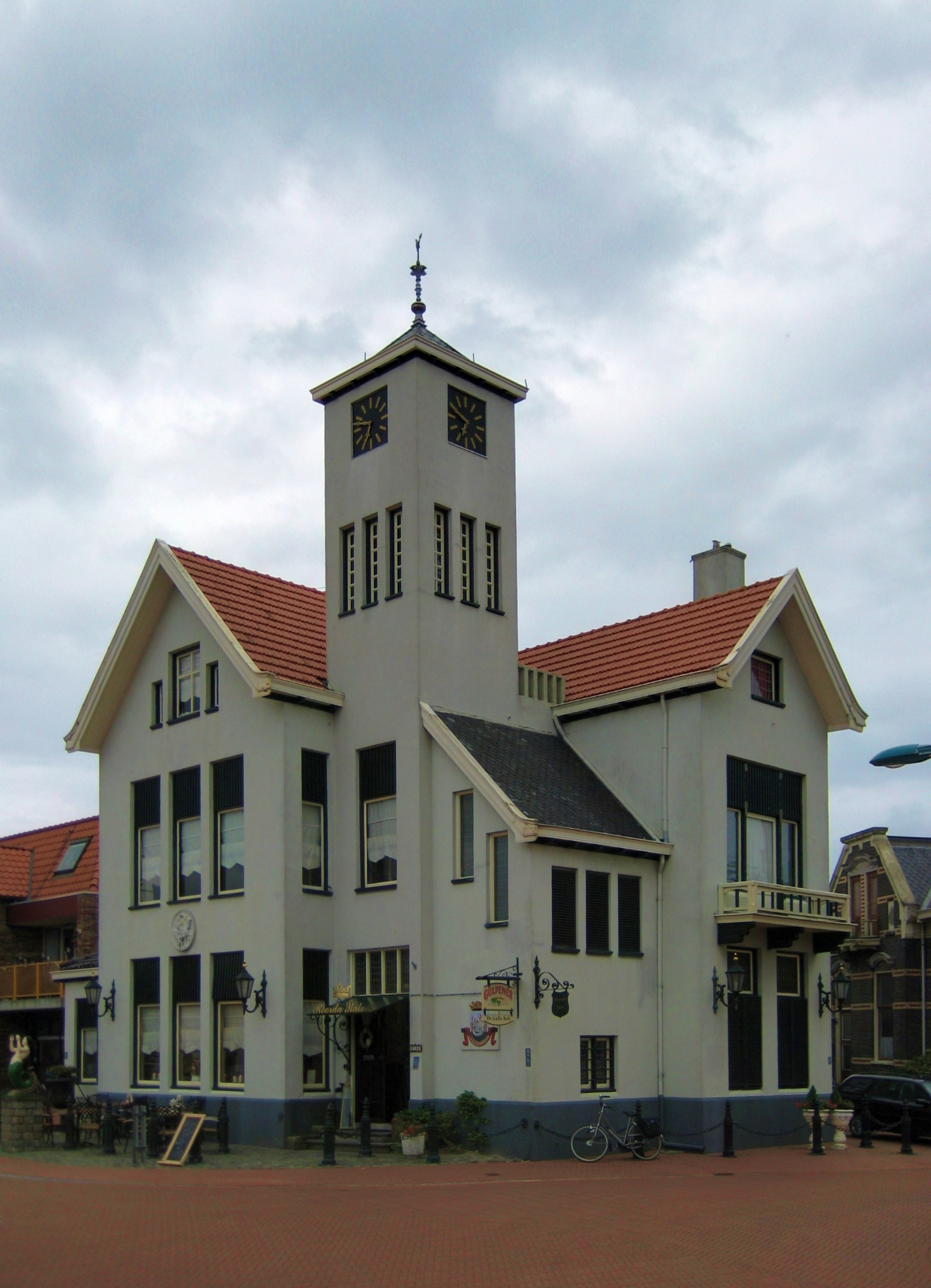
Het voormalige gemeentehuis van Uithuizermeeden in 2009

Het gemeentehuis van Uithuizermeeden (1908) is het gebouw dat in het Groninger dorp Uithuizermeeden tot 1979 dienstdeed als gemeentehuis van de voormalige gelijknamige gemeente. Het pand werd ontworpen door de Groninger architect A.L. van Wissen (1878-1955).

## Geschiedenis
De gemeente Uithuizermeeden, die tijdens de Franse tijd in 1811 werd gevormd, had voor haar vergaderingen en dienstverlening bijna een eeuw lang geen eigen pand ter beschikking. Daarvoor werd aanvankelijk een vertrek gehuurd in de lokale herberg De Roos. Hoewel de behoefte aan eigen huisvesting na het in werking treden van de Gemeentewet in 1851 toenam (de bevoegdheden van gemeenten werden daarbij belangrijk uitgebreid), bleef de gemeente tot 1871 van deze ruimte gebruikmaken. In dat jaar overleed echter de herbergier en verhuisde de gemeente naar herberg De Witte Kidde, die daarvoor speciaal werd aangepast. Er werden onder meer twee lokalen bijgebouwd. In 1890 kregen deze een eigen ingang en werden ze afgescheiden van het herberggedeelte.
Op 22 april 1907 besloot de gemeenteraad toch tot de bouw van een gemeentehuis, omdat het "aanhangsel van het logement De Witte Kidde" in verschillende opzichten niet meer voldeed. De brandveiligheid van de secretarie was onder de maat en het feit dat de veldwachter burgers bij de burgemeester moest aandienen in de gelagkamer werd als niet passend beschouwd. Ook vond men het ongewenst dat iemand die aangifte van geboorte of overlijden kwam doen verplicht was in de herberg een consumptie te gebruiken. Daarnaast speelde een rol dat de financiële positie van de gemeente, die lange tijd zwak was geweest als gevolg van schulden die waren gemaakt bij de aanleg van het in 1893 geopende Hogelandspoor, inmiddels belangrijk was verbeterd. De gemeente was daarom van mening zich nu een gemeentehuis te kunnen veroorloven.
Tegenover de herberg werd voor 1000 gulden een terrein aangekocht, waarop een stelmakerij was gevestigd (een werkplaats waar wagenstellen werden gemaakt), "met wat ouden rommel hier en daar", die "voor de geheele omgeving [als] een steen des aanstoots" werd beschouwd. Daar zou het nieuwe gemeentehuis moeten worden gebouwd, waarin in ieder geval een raadszaal, een burgemeesterskamer en een arrestantenlokaal moesten komen en ook voldoende ruimte moest zijn om het personeel onder te brengen. De gemeente besloot voor de bouw 7000 gulden op de begroting van 1908 te reserveren. Voor het ontwerp werd een prijsvraag uitgeschreven, die werd gewonnen door de Groninger stadsarchitect A.L. van Wissen.

## Het gebouw

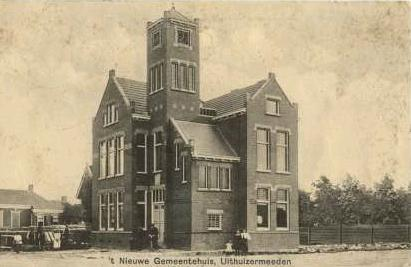
Het gemeentehuis rond 1910

Van Wissen liet zich bij zijn ontwerp inspireren door het werk van Berlage (1856-1934), met name door diens in 1894 in Groningen gebouwde Villa Heymans. Het gemeentehuis, dat door een lokale aannemer werd gebouwd, werd een uit donkerrode baksteen opgetrokken en strak vormgegeven pand met tussen twee topgevels een kenmerkende toren met daarin een uurwerk. Op de toren werd een windvaan in de vorm van de zeemeermin uit het gemeentewapen van Uithuizermeeden geplaatst. Boven de hoofdingang van het pand werd dat wapen ingemetseld.
Op 19 december 1908 werd het nieuwe gemeentehuis door de toenmalige burgemeester Pieter Venhuizen (1859-1915) officieel geopend. Hij sloot de toespraak die hij daarbij hield af met de woorden: "En nu wij hier voor 't eerst ter vergadering bijeen zijn, wil ik den wensch uitspreken dat de besluiten welke in deze zaal zullen worden genomen, mogen strekken tot welzijn van de ingezetenen dezer gemeente en dat de beraadslagingen zich steeds mogen kenmerken door degelijkheid, humaniteit en goeden toon en hiermede verklaar ik deze vergadering voor geopend."
Het gemeentehuis werd in de loop der jaren verschillende keren verbouwd. Omdat het pand last van lekkage bleek te hebben, gebeurde dat al in 1916 voor het eerst. Daarbij kreeg de buitengevel van het gebouw een bepleistering van gele kunstzandsteen en werd de burgemeesterskamer voorzien van een balkon. Op het dak kwamen rode pannen te liggen. Ook van binnen onderging het pand regelmatig wijzigingen, waarbij het gebruiksgemak voorop stond. Zo werden de kachels vervangen door centrale verwarming en werden de plafonds verlaagd. Toen in 1950 een brandkast werd geplaatst, werd het gebouw uitgebreid met een achterkamer en een serre. Daarbij werd het koetshuis achter het pand afgebroken.
In het pand bevinden zich enkele bijzondere glas-in-loodramen, waaronder een drietal dat in 1945 werd vervaardigd door de kunstenaar Charles Eyck (1897-1983). De ramen waren een geschenk van de provincie Limburg, uit erkentelijkheid voor de wijze waarop de gemeente tijdens de Tweede Wereldoorlog ongeveer 600 evacués uit het noorden van die provincie had opgevangen. In het linkerraam is het wapen van Limburg te zien en worden de plaatsen genoemd waaruit de vluchtelingen afkomstig waren. Het rechterraam toont het wapen van Uithuizermeeden en de namen van de dorpen die daartoe toen behoorden. In het middelste raam wordt de uittocht uit het verwoeste Limburg verbeeld en is de volgende opdracht te lezen: "Deze ramen werden door de bannelingen van N. Limburg dankbaar aangeboden aan de goede mensen van deze gemeente".

## Na de opheffing van de gemeente
Nadat in 1979 de gemeente Uithuizermeeden was opgegaan in Hefshuizen, een van de voorlopers van de latere gemeente Eemsmond, verloor het gemeentehuis zijn functie. Wel bleef het pand in gebruik voor de huisvesting van gemeenteambtenaren en kon er nog tot 1987 worden getrouwd. Toen echter het gemeentepersoneel was vertrokken, raakte het gebouw in verval. Het gemeentebestuur van Hefshuizen had weinig interesse voor het belang van haar erfgoed. Dit bleek ook uit het feit dat verschillende historische gemeentestukken bij inschrijving en per opbod werden verkocht. Nadat het gebouw enkele jaren in gebruik was geweest als kantoor, werd het in 1990 aangekocht door een particulier. Deze wilde het in eerste instantie moderniseren, maar nadat hij onder de indruk van de bouwgeschiedenis van het pand was geraakt besloot hij het zo veel mogelijk in oude staat te laten herstellen. Ook verschillende voorwerpen die ooit deel van de inventaris hadden uitgemaakt keerden daarbij in het gemeentehuis terug en al was het pand in gebruik als woonhuis, van 1998 tot 2004 kon er wel weer worden getrouwd. Het plan kon echter niet geheel worden voltooid. In 2008 werd in het pand een restaurant gevestigd.